# Máster en informática aplicada a la gestión de empresas
El Máster de Métodos Informáticos aplicados a la gestión de empresas (MIAGE) es un diploma universitario francés a nivel de Maestría, con competencias en informática y en gestión, destinado a formar Expertos en ingeniería y Sistema de información.
Este diploma es también conocido como Master of Business Informatics (MBI) en los otros países europeos.
Esta Maestría está disponible en más de 15 Universidades en Francia.

## Historia
El MIAGE nació a finales de los años 1960, a razón de los requerimientos de las empresas francesas de disponer de expertos ingenieros universitarios altamente calificados, sobre todo en dominios poco tenidos en cuenta por las instituciones de enseñanza tradicionales y particularmente en Gestión y administración de sistemas de Información
En 1969, el ministro de Educación Nacional Edgar Faure puso en marcha en tres Universidades piloto (Lille, Clermont-Ferrand, y Montpellier), el diploma de primer año Maestría Miage
Durante los años 1990, El MIAGE evolucionó progresivamente hasta el estatus de Instituto universitario profesionalizado institut universitaire professionnalisé, la duración de los estudios paso de dos a tres años para finalmente obtener un diploma de estudios superiores especializado o en francés diplôme d'études supérieures spécialisées(DESS) mención MIAGE a nivel de bac+5 lo que significa 5 años de estudio en su totalidad.
En el 2002 con la reforma Licence-Master-Doctorat, los estudios de MIAGE se posiciona como un Diploma de Máster Francés, un diploma otorgado luego de 5 años de estudio (Bac+5)

## Esquema de estudios
El MIAGE da a sus estudiantes una doble competencia en informática y en gestión.
El aspecto profesional es una característica muy importante en la formación, por eso se acostumbra la presencia de ponentes externos en el cuerpo docente, o se hace énfasis en la experiencia al realizar una práctica profesional o se realiza una formación en aprendizaje al interior de una empresa, medio tiempo en la universidad medio tiempo en la empresa.
El acceso a la formación MIAGE es por concurso o entrevista y es particularmente selectivo, con una tasa de aceptación de solamente un 17%
para la Maestría en la universidad de Paris Dauphine ou de Paris XI Orsay, 29 % en la Universidad de Grenoble.

## Contenido pedagógico
Los estudios están centrados en dos grandes ejes: Las tecnologías de la información y la comunicación (TIC) y la gestión integral empresarial.
El contenido académico es principalmente el siguiente (fuente: UPEC - Université Paris-Est Créteil (Paris 12):.
Gestión e Ingeniería de Sistemas de información
- Arquitectura de Sistema de información
- Gestión de Sistema de información:, Gestión de proyectos, Arquitectura Empresarial, Knowledge Management

- Ingeniería en sistemas de información:Ingeniería de software, Desarrollo ágil de software, Métodos de análisis y técnicas de movilización (UML, workflow)
- Gestión de la calidad, Normalización

Ciencias y Tecnologías Informáticas
- Desarrollo de Software
- Programación, JAVA, C#
- Sistemas operativos
- Bases de Datos

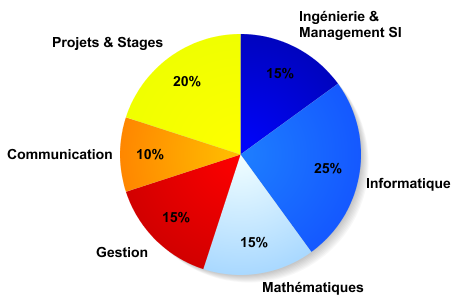
Disciplines enseignées au Master MIAGE

- Business software ERP et informática decisional
- Tecnologías Web e Internet
- Redes Informáticas
- Seguridad de sistemas de Información

Matemáticas aplicadas a la informática y a la empresa
- Probabilidad
- Estadística, Análisis de datos , Data mining
- Álgebra lineal, Investigación de operaciones, Programación lineal
- Algoritmos, Teoría de grafos, teorías de Lenguaje formal
- Inteligencia artificial

Ciencias de la empresa y gestión;
- Organización de empresas
- Contabilidad de costos
- Gestión financiera
- Control de gestión
- Inteligencia económica
- Economía
- Marketing
- Derecho informático

Comunicación
- Técnicas de comunicación
- Idiomas (Inglés)

Según las universidades, los cursos y las materias impartidas pueden variar ligeramente, haciendo énfasis a los diferentes marcos educativos de cada universidad, por ejemplo la universidad de Paris-Dauphine hace un enfoce mayor en finanzas creando una diploma MIAGE, « Informatique pour la Finance» Informática para las Fianzas, el cual forma especialistas en informática financiera bancaria o de seguros.
El MIAGE de la universidad de París 12 tiene a su disposición formaciones en maestría enfocadas a la Ingeniería de Sistemas de informaron y de ayuda a la decisión (Ingénierie des Systèmes d'Information et d'Aide à la Décision).
El MIAGE de Évry orienta sus cursos hacia las tecnologías web (ontología, servicios web, normas W3C).
En periodos académicos, una parte importante del aprendizaje se efectúa bajo la forma de trabajos prácticos y trabajos dirigidos, usualmente se trabaja en grupos de dos personas, donde el estudiante pone en práctica todo lo aprendido durante sus cursos magistrales
(cursos compuestos usualmente por un promedio de 30 alumnos).
Al finalizar dichos cursos, los estudiantes estructuran y realizan proyectos informáticos cada vez más complejos y de gran envergadura basados en casos reales comparables a aquellos a los que muy posiblemente cada alumno se enfrentará en el curso de su vida profesional.
En las Ciencias de la gestión los estudiantes participan igualmente en un juego de negocios, donde se simula la vida de una empresa, aplicando inversiones ficticias que forman parte del juego, lo que le permite a los estudiantes aprender sobre las diferentes limitantes y problemas que se pueden encontrar al momento de dirigir una empresa.

## Equivalencias Europeas e Internacionales
En una escala Europea e internacional, la Maestría MIAGE puede ser equivalente a los siguientes diplomas:
 Master of Business Informatics (MBI) 

 Master of Information System Management (MISM) 

 Master of Science in Information Systems (MSIS) 

 Master of Science in Information Technology (MSIT) 

 Master in Wirtschaftsinformatik (Allemagne) 

En el marco del programa de intercambio Erasmus, los estudiantes MIAGE tienen la posibilidad de efectuar una parte de sus semestres en otra universidad europea diferente a donde están cursando su maestría.
Por ejemplo la universidad de Nice Sophia-Antipolis propone un diploma bi-nacional Miage-Wirtschaftsinformatik' en colaboración con la universidad Université de Mannheim en Alemania, así mismo el MIAGE de Mulhouse y la Hochschule für Technik und Wirtschaft de Berlín.

## Francia
La red MIAGE está presente en alrededor de veinte universidades francesas: Aix-Marseille, Amiens, Bordeaux, Grenoble, Lille, Lyon, Mulhouse, Nancy, Nantes, Nice, Orléans, Paris et Ile-de-France (7), Rennes, Toulouse.
el Conjunto de directores de la formación en MIAGE está constituido por la Conférence des Directeurs de MIAGE (CDM), donde el señor Daniel Marquié (codirector del MIAGE en Toulouse) es el presidente desde 2009.
| CIUDAD           | ESPECIALIDAD |
| ---------------- | --- |
| Aix-Marseille    | - Evaluación de sistemas de información - Ingeniería de sistemas de información                                                                |
| Amiens           | - Comunicación Digital et Gestión de proyectos - Organización de sistemas de informaron de empresas                                            |
| Bordeaux         | - Sistemas de información et Informática decisional - Sistemas de información de Administración sanitaria                                      |
| Créteil          | - Ingeniería de sistemas de información y ayuda a la decisión - Ingeniería de sistemas de información distribuidos                             |
| Évry             | - Ingeniería de software enfocado en web (ILW)                                                                                                 |
| Grenoble         | - Desarrollo de proyectos informáticos de gestión                                                                                              |
| Lille            | - Ingeniería de proyectos informáticos - Nuevas tecnologías                                                                                    |
| Lyon             | - Informática decisional |
| Mulhouse         | - Seguridad de Sistemas de información - Tecnologías Web                                                                                       |
| Nancy            | - Auditorías y concepción de Sistemas de información - Sistemas de información distribuidos - Informática e innovación (FC)                    |
| Nanterre         | - Agilidad en Sistemas de información - E-Business                                                                                             |
| Nantes           | - Ingeniería de Sistemas de información - Infraestructura redes et Sistemas de información - Derecho y normativas en Sistemas de información   |
| Nice             | - Nouvelles technologies et direction de projets - Sistemas de información y gestión de riesgos                                                |
| Orléans          | - Sistemas de información repartidos - Sistemas de información                                                                                 |
| Orsay            | - Sistemas de información, Concepción y realización                                                                                            |
| Paris Dauphine   | - Informatics para las finanzas - Sistemas de información et nuevas tecnologías - Informática decisional                                       |
| Paris V Decartes | - Sistemas de información, gestión de proyectos y conducta de cambio                                                                           |
| Paris I Sorbonne | - Sistemas de información et de conocimiento (M2 à finalité professionnelle) - Sistemas de información y de decisión (M2 à finalité recherche) |
| Rennes           | - Sistemas de información y ayuda a la decisión - Ingeniería de Sistemas de información                                                        |
| Toulouse         | - Gobierno de Sistemas de información |

## Internacional
Los estudios en MIAGE están igualmente disponibles en varias universidades a nivel internacional en asocio con las universidades francesas actualmente existentes:
Lastimosamente en Sudamérica no es muy conocida esta Maestría y solo está disponible en Perú, en la universidad de San Martín de Porres en asocio con la universidad de Orléans.

## Empleo y salarios
La Maestría MIAGE es un diploma particularmente muy solicitado por las empresas, en Europa los estudiantes acceden apaciblemente a un primer empleo al momento de terminar sus estudios universitarios (un 90% son contratados).
Los niveles de remuneración salarial son comparables a los de las escuelas privadas de ingenieros del sector informático. Según un estudio publicado en el 2009 por la revista magazine l'Expansion, los profesionales con títulos de primer año de Máster MIAGE M1 a nivel de BAC+4 inician sus carrera con un promedio anual de 29 000 y 34 900 euros por año.
Los profesionales con diplomas de Segundo año de Maestría (M2 nivel Bac+5) perciben un remuneración de 35 000 y 40 000 por año.
Los empleos ocupados por los titulares de un Máster MIAGE comúnmente son de ingenieros, Consultor en Sistemas de información, Director de Proyectos en informática, o incluso como Ingeniero Comercial o de negocios.
El entorno laboral evoluciona naturalmente hacia la dirección de equipos de trabajo, hasta posiciones como Director de sistemas de información (DSI) o también como director de una empresa de Consultoría tecnológica  (SSII).